# Turning Point 2016
Turning Point 2016 è stata la tredicesima edizione dell'omonimo evento di wrestling e la terza a non essere trasmessa sotto forma di pay-per-view. L'evento si è svolto il 12 agosto 2016 nella Impact Zone di Orlando (Florida) ed è stato trasmesso il 25 agosto 2016.

## Risultati
| # | Match                                                                          | Stipulazione                                           | Durata |
| - | ------------------------------------------------------------------------------ | ------------------------------------------------------ | ------ |
| 1 | Mike Bennett ha vinto eliminando per ultimo Eddie Edwards                      | Battle royal match                                     | 12:30  |
| 2 | Abyss (con Crazzy Steve e Rosemary) ha sconfitto Brother Nero (con Matt Hardy) | Single match                                           | 09:59  |
| 3 | Allie ha sconfitto Jade, Madison Rayne, Marti Bell e Sienna (c)                | Fatal five-way match per il TNA Knockouts Championship | 04:25  |
| 4 | Ethan Carter III ha sconfitto Drew Galloway                                    | Single match con Aaron Rex come arbitro speciale       | 14:33  |